# جون شو (متسابق يخت)
جون شو (بالإنجليزية: John Shaw)‏ هو متسابق يخت أسترالي، ولد في 23 مايو 1937.

## وصلات خارجية
- جون شو على موقع الاتحاد الدولي للملاحة الشراعية (موقع جديد) (الإنجليزية)
- جون شو على موقع الاتحاد الدولي للملاحة الشراعية (موقع قديم) (الإنجليزية)
- جون شو على موقع اللجنة الأولمبية الدولية (الإنجليزية)
- جون شو على موقع أوليمبيديا (الإنجليزية)
- جون شو على موقع اللجنة الأولمبية الأسترالية (الإنجليزية)
- جون شو على موقع قاعة أستراليا للمشاهير الرياضية (الإنجليزية)